# Francesco Calogero (director)
Francesco Calogero (Messina, 16 d'agost de 1957) és un director de cinema, guionista, productor de cinema i director artístic italià.

## Biografia
L'any 1982 es va llicenciar en dret amb una tesi sobre l'autoria d'obres cinematogràfiques, i després va començar la seva experiència com a director. Des del 1996 també desenvolupa activitat docent, que el porta a realitzar seminaris i tallers de cinema a diverses ciutats italianes. Del 2005 al 2007 va ser professor de cinema a la Facultat de Lletres i Filosofia de la Universitat de Messina i també és familiar de l'actor de doblatge milesià Sante Calogero.
El 1980 entra a formar part del Taormina Film Fest inicialment com a organitzador de conferències i retrospectives, després com a comissari del catàleg, i finalment com a organitzador de reunions amb els autors.
Després de dirigir alguns curtmetratges a Super 8, va rodar el 1985 el llargmetratge La caviglia di Amelia. Després del curtmetratge Bionda per un giorno el 1987 va escriure i dirigir La gentilezza del tocco, premiada com a millor pel·lícula independent de l'any al festival Bellaria.
El 1995 va assumir la direcció artística del Festival de Cinema de Messina durant les cinc edicions. Del 2003 al 2009 va dirigir el CostaIblea Film Festival (a Ragusa, juntament amb Vito Zagarrio), i del 2006 al 2014 el Valdarno Cinema Fedic (San Giovanni Valdarno, Arezzo), tots dos dedicats al cinema independent italià.
El 1997 presenta a la 54a Mostra Internacional de Cinema de Venècia el llargmetratge Cinque giorni di tempesta, també projectat a Los Angeles, Moscou, Luxemburg, Casablanca. La pel·lícula guanya el Gran Premi al Festival de Cinema d'Annecy, el Young European Cinema Award d'Osaka i el premi Siae a la millor història (coautors Giovanni i Sandro Veronesi); el protagonista Roberto De Francesco va ser guardonat com a millor actor italià al Sacher d'Oro de 1998.
El 2020 torna als seus orígens, formant part de la direcció artística juntament amb Leo Gullotta i Francesco Alò del Taormina Film Fest.

## Filmografia
Director
- La caviglia di Amelia (1985)
- Bionda per un giorno (curtmetratge, 1986)
- La gentilezza del tocco (1987)
- Lonesome (curtmetratge, 1988)
- Visioni private (1989, codirigit amb Ninni Bruschetta i Donald Ranvaud)
- Nessuno (1992)
- Cinque giorni di tempesta (1997)
- Metronotte (2000)
- L'implacabile tenente Rossi (doc, 2002)
- Nella terra del Padrino (doc, 2012)
- Seconda primavera (2015)

Guionista
- La caviglia di Amelia (1985)
- Bionda per un giorno (curtmetratge, 1986)
- La gentilezza del tocco (1987)
- Visioni private (1989)
- Nessuno (1992)
- Cinque giorni di tempesta (1997)
- Metronotte (2000)
- Seconda primavera (2015)

Direcció d'òperes
- Rita ou Le mari battu (1994)
- Cavalleria rusticana (1996)
- Pagliacci (1996)
- Norma (1998)
- La sonnambula (2003)